# Elecciones municipales de 2023 en Fregenal de la Sierra
Las elecciones municipales de 2023 se celebrarán en Fregenal de la Sierra el domingo 28 de mayo, de acuerdo con el Real Decreto de convocatoria de elecciones locales en España dispuesto el 3 de abril de 2023 y publicado en el Boletín Oficial del Estado el 4 de abril. Se elegirán los 11 concejales del pleno del Ayuntamiento de Fregenal de la Sierra, a través de un sistema proporcional (método d'Hondt), con listas cerradas y un umbral electoral del 5 %.

## Candidaturas
En abril de 2023 se publicaron 2 candidaturas, el PP con la alcaldesa de la anterior legislatura, María Agustina Rodríguez Martínez como cabeza de lista; y la lista electoral del PSOE con la líder de la oposición, María José Serrano Rastrojo a la cabeza. Ambas candidatas fueron entrevistadas por Televisión Fregenal, previamente a la celebración del debate electoral, que tuvo lugar el 24 de mayo de 2023.

## Resultados
Tras los comicios, el Partido Popular consiguió mantener su mayoría absoluta con 6 escaños, los mismos que tenía en la anterior legislatura; el Partido Socialista Obrero Español se mantuvo con cinco escaños.
| Candidatura   | Candidatura                              | Votos | %                                       | Escaños                                 |
| ------------- | ---------------------------------------- | ----- | --------------------------------------- | --------------------------------------- |
|               | Partido Popular (PP)                     | 1699  | 55.57                                   | 6                                       |
|               | Partido Socialista Obrero Español (PSOE) | 1222  | 42.41                                   | 5                                       |
| Votos válidos | Votos válidos                            | 3124  | 100,00                                  | 11                                      |
| Votos nulos   | Votos nulos                              | 144   | Participación: · \| \| 78,96 % \| 0,25% | Participación: · \| \| 78,96 % \| 0,25% |
| Votantes      | Votantes                                 | 3184  | Participación: · \| \| 78,96 % \| 0,25% | Participación: · \| \| 78,96 % \| 0,25% |
| Electores     | Electores                                | 4045  | Participación: · \| \| 78,96 % \| 0,25% | Participación: · \| \| 78,96 % \| 0,25% |
|               | 78,96 %                                  |       |                                         |                                         |

## Concejales electos
Tras las elecciones, se produce la constitución del Ayuntamiento el día 17 de julio de 2023. Durante la constitución del Ayuntamiento se constata una de las integrantes de la candidatura socialista, María Valverde Navarro, renuncia recoger su acta de concejal del Excmo. Ayuntamiento de Fregenal de la Sierra. Por tanto, ocupó su puesto el siguiente integrante de la lista, en este caso Antonio Romero García. Los concejales electos quedaron de la siguiente forma.
| N.º | Nombre                            | Lista | Lista |
| --- | --------------------------------- | ----- | ----- |
| 1   | María Agustina Rodríguez Martínez |       | PP    |
| 2   | María José Serrano Rastrojo       |       | PSOE  |
| 3   | Mercedes Linares Rastrojo         |       | PP    |
| 4   | Rafael Calzado Romero             |       | PSOE  |
| 5   | María Isabel Reviriego Romero     |       | PP    |
| 6   | Manuela Caballero Zapata          |       | PSOE  |
| 7   | Gonzalo Álvarez Gómez             |       | PP    |
| 8   | Eloy Díaz Giraldo                 |       | PP    |
| 9   | Ángel Romero Romero               |       | PSOE  |
| 10  | Esperanza Vega Pereira            |       | PP    |
| 11  | Antonio Romero García             |       | PSOE  |